# Воеводина (стадион)
Воеводина (серб. Војводина) — спортивный комплекс в Нови-Саде, Сербия. Является домашним стадионом спортивного клуба «Воеводина».

## История
Строительство стадиона длилось около двух лет, открыт он был 14 апреля 1981 года. Первым мероприятием, принятым стадионом, стал чемпионат мира по настольному теннису 1981 года. В 1987 году стадион принял финал Европейского кубка обладателей кубков по баскетболу, в котором югославская команда «Цибона» переиграла итальянский «Скаволини» со счётом 89-74.
В 2005 году конфедерация Сербии и Черногории принимала у себя чемпионат Европы по баскетболу. В Нови-Саде прошли матчи группы D турнира — в которых принимали участие сборные Испании, Израиля и Латвии, а также команда-хозяйка турнира — сборная Сербии и Черногории. Для проведения первенства планеты в спортивном комплексе был проведён ремонт, а также установлены две видеостены.
В 2012 году в Сербии прошёл чемпионат Европы по гандболу. Нови-Сад принимал матчи группы C предварительного раунда (с участием команд Норвегии, Словении, Хорватии и Исландии), а также матчи группы II основного раунда мужского чемпионата (Хорватия, Словения, Исландия, Испания, Франция, Венгрия). В женском чемпионате нови-садской арене достались матчи тех же групп, что и в мужском. В группе C приняли участие команды Венгрии, Испании, Германии и Хорватии, а во II группе Испания, Германия, Венгрия, Черногория, Россия и Румыния.
Также на арене проводит свои матчи мужская волейбольная сборная Сербии.
Комплекс используется также для проведения концертов. Первым концертом стало выступление югославской музыкальной группы Седморица Младих.